# Martta Suonio
Martta Johanna Suonio, född 16 december 1899 i Helsingfors, död 25 maj 1967, var en finländsk skådespelare och teaterregissör.
Suonio var dotter till Evert och Kirsti Suonio samt syster till Antero Suonio. Hon tilldelades Pro Finlandia-medaljen 1955.

## Filmografi[2]
- Kaikki rakastavat, 1935
- Syntipukki, 1957
- Vieras mies, 1957
- Opettajatar seikkailee, 1960
- Turkasen tenava!, 1963